# Flughafen Anaco

i7
i11
i13
Der Flughafen Anaco (spanisch Aeropuerto Nacional de Anaco; IATA-Code: AAO, ICAO-Code: SVAN) ist ein Flugplatz der venezolanischen Stadt Anaco. Der Flugplatz wird vor allem von Kleinflugzeugen genutzt, die Mitarbeiter der Ölindustrie zu den Öl- oder Gasfeldern im Osten des Landes fliegen. Der Flughafen verfügt über keine Befeuerung.

## Geschichte
Am 22. August 2007 stürzte eine private Cessna beim Landeanflug kurz vor dem Flugplatz ab. Bei diesem Unfall wurden zwei Besatzungsmitglieder getötet. Da das Fluggelände mitten im Wohngebiet der Stadt liegt, wurde aufgrund dieses und bereits vorausgegangener Zwischenfälle durch den damaligen Bürgermeister von Anaco, Jacinto Romero Luna, die Schließung des Flugplatzes betrieben. Inzwischen ist er wieder geöffnet. 